# Anund Eriksson
Anund Eriksson (ca. 800 - Oud Uppsala, 844) was een Zweedse koning.
Anund Eriksson was koning samen met zijn broer Bjorn Eriksson maar werd door hem verdreven. Hij had voor zijn terugkeer een vloot van 11 schepen en werd gesteund door 21 schepen uit Denemarken. Anund had de Denen beloofd dat ze de stad Birka mochten plunderen. Toen ze daar aankwamen was Bjorn niet in de stad en Birka betaalde een schatting van 100 zilveren marken om de plundering af te kopen. De Denen wilden de stad toch nog plunderen maar Anund wist ze te overtuigen om de wil van de goden te raadplegen door loten te trekken. Daaruit bleek dat plundering van Birka ongeluk zou brengen aan de Denen. Op advies van Anund zijn de Denen toen weggetrokken om een Slavische stad te plunderen en ze keerden met een rijke buit terug naar huis. Anund vestigde zijn gezag in Zweden en maakte Oud Uppsala tot zijn residentie.
Anund was zoon van Erik Bjornsson (ovl. Adelso, 815) en kleinzoon van Jarl (aanvoerder, het Engelse woord earl is hiervan afgeleid) Bjorn.
Anund was vader van Erik Anundsson (ca. 825 - 882). Erik volgde zijn vader op als koning en had een slepend grensconflict met Harald I van Noorwegen. Hij wordt geïdentificeerd met de legendarische koning Erik Väderhatt ("Weerhoed") die een hoed had die hem controle gaf over de wind, een vitaal voordeel voor een zeevarend volk.